# 해피로봇 레코드
해피로봇 레코드(Happy Robot Records)는 대한민국의 음반사이다.

## 소속 아티스트
- 노리플라이
- 소란
- 나루
- TUNE
- 권순관
- 솔루션스
- 쏜애플
- SURL

## 이전 소속 아티스트
- 편유일 (소란 전 멤버)